# تپه کهوللی دره ۳
تپه کهوللی دره ۳ مربوط به هزاره دوم قبل از میلاد - سده‌های میانه دوران‌های تاریخی پس از اسلام است و در شهرستان مراغه، بخش سراجو، دهستان سراجوی شرقی، روستای پالچخلو واقع شده و این اثر در تاریخ ۲۵ آبان ۱۳۸۷ با شمارهٔ ثبت ۲۳۶۳۲ به‌عنوان یکی از آثار ملی ایران به ثبت رسیده‌است.